# 2Baba

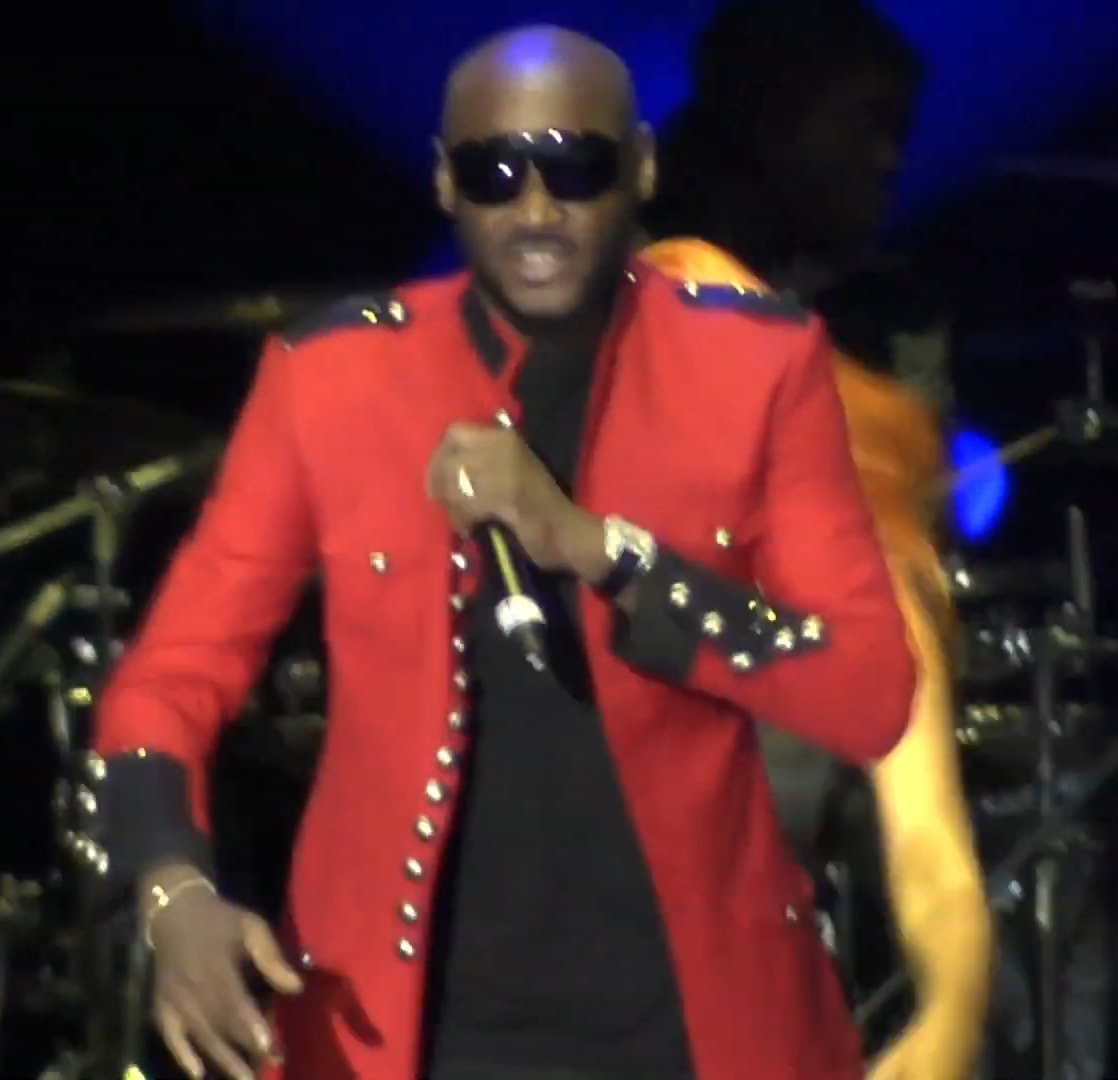
2Baba

2Baba (* 18. September 1976 in Jos; bürgerlicher Name Innocent Ujah Idibia) ist ein nigerianischer Hip-Hop-Musiker und Songwriter. Er war bis zu deren Auflösung Mitglied der R&B/Hip-Hop-Gruppe Plantashun Boyz. Bis 2016 war er als 2face Idibia bekannt.

## Leben

### Frühe Jahre
Idibia stammt aus dem Idoma-Volk im südlichen Teil des Bundesstaates Benue in Mittelnigeria. Sein Vater arbeitete als Berufsbeamter und war stellvertretender Direktor im Landwirtschaftsministerium des Bundesstaates Benue. Seine Mutter arbeitete als Lehrerin. Er verbrachte in seiner Jugend einige Zeit in den Vereinigten Staaten, da sein Vater an der Kansas State University studierte. Er besuchte für kurze Zeit das Institute of Management & Technology (IMT) in Enugu, eine der höchsten Bildungseinrichtungen im Lande, wo er ein Grundstudium (National Diploma) in Business Administration anfing.
Allerdings schloss er es nicht ab, sondern entschied sich, an seinen musikalischen Fähigkeiten zu arbeiten, indem er in Sendungen und auf Partys auftrat, die vom IMT und einigen anderen Einrichtungen wie der Enugu State University of Science & Technology und der University of Nigeria Enugu Campus organisiert wurden. Der Durchbruch gelang ihm mit den Jingles, die er 1996 für die bekannte Radiosendung GB Fan Club auf Enugu State Broadcasting Services (ESBS) schrieb und sang. 1996 fing er an, sich 2Face zu nennen. Der Name bezeichnet die äußere und die innere Seite: „Wenn man mich zuerst sieht, sieht man die äußere Seite, aber wenn man mich kennenlernt, sieht man die innere“, so er in einem BBC-Interview.

### Mit Plantashun Boyz
1997 zog er nach Lagos und begann, mit seinen ehemaligen IMT-Kameraden BlackFace und Faze zusammenzuarbeiten, mit denen er dann die Plantashun Boyz gründete. Die Hip-Hop-Gruppe veröffentlichte 2000 das Album Body and Soul. 2003 folgte Sold Out. Die Gruppe galt einige Zeit als die beste Hip-Hop-Gruppe aus Nigeria. Die Gruppe trennte sich 2004 im Streit. Insbesondere Idibia und Faze verstanden sich lange nicht mehr. 2007 raufte sich die Gruppe noch einmal zusammen und veröffentlichte drei Jahre nach der offiziellen Auflösung ihr Comeback-Album Plan B. Auch danach gab es jedoch Streit. So warf BlackFace Idibia vor, gemeinsame Songs für seine Soloauftritte zu nutzen und keine Tantiemen zu bezahlen. Der Streit konnte erst 2019 beigelegt werden.

### Solokarriere

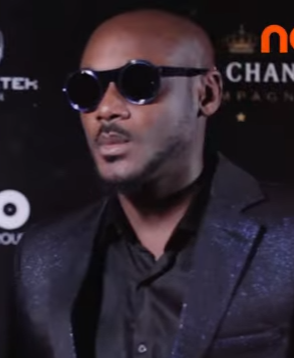
2Baba

Nach der Auflösung von Plantashun Boyz startete 2face Idibia seine Solokarriere. 2004 erschien sein Album Face 2 Face mit der Hit-Single Africa Queen. Auf einem Song auf Idoma featurte er außerdem seinen ehemaligen Bandkollegen Blackface. Im Jahr 2005 gewann 2Face in der erstmals aufgeführten Kategorie Bester afrikanischer Künstler bei den MTV Europe Music Awards. Außerdem erhielt der Rapper eine Nominierung als Best African Act bei den MOBO Awards.
Es folgten zwei Jahre mit Konzerten auf der ganzen Welt. 2006 folgte Grass 2 Grace, das ähnlich erfolgreich war wie sein Vorgänger. Nach der gescheiterten Plantashun Boyz-Reunion folgte 2008 das Album The Unstoppable, bei dem er unter anderem Features mit R. Kelly, Chaka Demus & Pliers und Sway hatte. 2010 erschien das Album unter dem Titel The Unstoppable International Edition mit stark veränderter Tracklist für den internationalen Markt. 2010 gewann er bei den MTV Africa Music Awards 2010 die Awards als Artist of the Year und Best Male.
2012 folgte Away & Beyond. 2014 folgten drei Alben: The Ascension, Face 2 Face 10.0 sowie Rewind.Select.Update.
Anlässlich seines 40. Geburtstags organisierte er ein All-Star-Tribute-Concert am 20. September 2015 im Eko Hotels and Suites Convention Center. Unter anderem traten Wizkid, Burna Boy, Timaya, D'banj, Sound Sultan, Patoranking, Vector tha Viper, Wande Coal und Seyi Shay dort auf.
2016 änderte er seinen Künstlernamen in 2Baba.  2020 erschien sein bisher letztes Album Warriors.

## Privatleben
2Baba ist mit der nigerianischen Schauspielerin Annie Idibia verheiratet. Die beiden heirateten am 2. Mai 2012 in Lagos. Eine offizielle Feier folgte am 23. März 2013 in Dubai. Das Paar hat zwei Kinder. 2Baba hat weitere fünf Kinder aus früheren Verbindungen. Die Ehe der beiden ist immer wieder Gegenstand von Kontroversen. Zum Teil wurden Ehestreitigkeiten auch über die Sozialen Medien ausgetragen. 2021 verklagte 2Baba den Rapper Brymo wegen Rufschädigung. Vorausgegangen war eine Behauptung von Brymo, dass 2Baba ihm unterstellt habe, mit Annie Idibia geschlafen zu haben und ihm anschließend fünf Schläger auf den Hals gehetzt zu haben.

## Philanthropie
2Baba gründete die Nichtregierungsorganisation 2Baba Foundation (ehemals: 2Face Reachout Foundation und 2Face Reachout Foundation). 2009 wurde er außerdem zum offiziellen Botschafter der National Agency for Food and Drug Administration and Control in Nigeria ernannt. Im gleichen Jahr wurde er zum Jugendbotschafter für den nigerianischen Friedensgipfel ernannt und erhielt den Nigeria Youth Merit Award des National Youth Council of Nigeria.
2019 wurde er außerdem Botschafter von Nigerian Stock Exchange (NSE).
2020 wurde er Botschafter des Hohen Flüchtlingskommissars der Vereinten Nationen (UNHCR). Mit der Organisation arbeitet er seit 2017 zusammen. Er ist außerdem Influencer der Kampagne für die LuQuLuQu. Er spendete mehrfach für verschiedene Kampagnen der UNHCR und veröffentlichte 2017 den Song Hold My Hand für den Weltflüchtlingstag.
2017 rief 2Baba zu einem landesweiten Protest gegen die nigerianische Regierung auf, um auf die Armut in Nigeria hinzuweisen. Weniger als 48 Stunden vor dem geplanten Protest sagte er diesen ab und gab als Grund an, dass er Angst hatte, die Proteste würden durch Banden instrumentalisiert werden.
Während der COVID-19-Pandemie in Nigeria war er ein Vertreter eines landesweiten Shutdowns und rief unter dem Hashtag #EndSARS zum Protest auf.

## Diskografie

### Als 2Face Idibia
- 2004: Face 2 Face (Kennis Music)
- 2006: Grass 2 Grace (Kennis Music)
- 2008: The Unstoppable (Hypertek Entertainment)
- 2010: The Unstoppable International Edition (Hypertek Entertainment)
- 2012: Away & Beyond (Hypertek Entertainment)
- 2014: The Ascension (Hypertek Entertainment)
- 2014: Face 2 Face 10.0 (Hypertek Entertainment)
- 2014: Rewind.Select.Update (Hypertek Entertainment)

### Als 2Baba
- 2020: Warriors (Hypertek Entertainment)

## Preise und Auszeichnungen
Im Laufe seiner Karriere erhielt 2Baba zahlreiche Auszeichnungen und Preise. 2016 erhielt er einen Ehrendoktortitel zusammen mit seiner Frau von der Igbinedion University. 2019 wurde er von der Obafemi Awolowo University zum „Fellow of the school of music“ ernannt. Er ist der erste, der diesen Spezialpreis erhielt. Gewürdigt wurde er für seine Pionierarbeit für die Afrikanische Popularmusik.
- MOBO Awards 2007 – Best African Act[28]
- Hip Hop World Awards 2006 – Special Recognition Award
- Nigeria Entertainment Awards 2006 – Special Recognition Award. Nigeria Breakthrough Artist of the Year
- MTV Europe Music Awards 2005 – Best African Act[8]
- MOBO Awards 2005 – Best African Act (Nominierung)
- Channel O Music Video Awards 2005 – „Best Male Video“ und „Best African Video“ (beide für „African Queen“)[29]
- Kora Awards 2005 – Revelation of the Year
- Nigeria Music Awards 2008: Auszeichnung in den Kategorien „Album of the Year“ und „R&B Song of the Year“[30]
- MTV Africa Music Awards 2010: „Artist of the Year“ und „Best Male“[11]
- Afrobeat Hall of Fame 2022: Modern Influencer[31]